# Concistori di papa Onorio IV

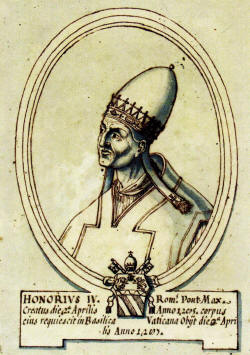
Papa Onorio IV

Questa voce raccoglie l'elenco completo dei concistori per la creazione di nuovi cardinali presieduti da papa Onorio IV, con l'indicazione del solo cardinale creato su cui si hanno informazioni documentarie certe.

## 22 dicembre 1285
- Giovanni Boccamazza, arcivescovo di Monreale; creato cardinale vescovo di Frascati (morto nell'agosto 1309)

## Fonti
- (EN) Current and historical information about the Bishops and Dioceses of the Catholic Hierarchy around the world, su catholic-hierarchy.org.
- (EN) Salvador Miranda, Honorius IV, su fiu.edu – The Cardinals of the Holy Roman Church, Florida International University. URL consultato il 28 luglio 2015.